# Emile Hartkamp
Emile Hartkamp (Apeldoorn, 31 oktober 1959) is een Nederlandse muziekproducent, componist, tekstschrijver, zanger en presentator. Naast zijn actieve muziekcarrière is hij werkzaam als de vaste stadionspeaker van de thuiswedstrijden van Vitesse.

## Levensloop

### Jeugd en zangcarrière
Hartkamp doet in 1977 op de havo mee aan een musical waar hij ook de teksten voor schrijft.
Hij is hier zo enthousiast over dat hij besluit verder te gaan in de muziek. Een lange tocht langs talentenjachten volgt. In 1982 brengt hij onder zijn eigen naam een single uit, maar dit wordt geen succes.
Op Oudejaarsavond van 1983 is Emile Hartkamp kandidaat in de televisieshow Showbizzquiz gepresenteerd door Ron Brandsteder. Hij krijgt hierin de kans om samen met André Hazes het lied Zondag te zingen. Onder de naam Ricky Star krijgt hij van het platenlabel Telstar van Johnny Hoes de mogelijkheid om een drietal singles uit te brengen, maar een doorbraak blijft uit. In 1986 vormt hij met een zangeres het duo Dubbel Dutch. Later komt hij in contact met producer Jur Eckhardt, met wie hij in 1988 zijn debuutalbum Alleen voor jou uitbrengt. Gaandeweg ging hij steeds minder zelf op de bühne staan en trad hij alleen nog maar op voor goede doelen binnen een straal van 20 kilometer buiten zijn woonplaats Arnhem.

### Producer en tekstschrijver
In de jaren 90 gaat Hartkamp zich meer toeleggen op het produceren van en tekstschrijven voor andere artiesten. Hij produceert samen met Riny Schreijenberg in 1991 het album Zolang Je Van Geluk Kunt Dromen van Koos Alberts en in 1992 Op Weg Naar Het Geluk, het debuutalbum van Frans Bauer. Schreijenberg richt het platenlabel TipTopRecords op en gaf Hartkamp de kans om de artiesten van zijn stal te produceren. Niet veel later startte Hartkamp, samen met vaste compagnon Norus Padidar, een eigen muziekstudio op. Samen produceerde ze meer dan 70 hits in Nederland, gespeeld en gezongen door onder anderen Marianne Weber, André Hazes, René Froger, Jan & Anny, Dana Winner en The Trammps.
In 2001 ontving hij een Gouden Harp voor zijn oeuvre.  In 2003 werd op RTL 4 de realitysoap De Bauers uitgezonden. De tune van het programma bestond uit het refrein van de single Heb je even voor mij, geschreven door Hartkamp. In totaal stond de single twee weken op nummer 1 in de Top 40 en zeven weken bovenaan de Top 100. Heb je even voor mij is hiermee Bauers grootste hit tot dan toe. Het nummer kenmerkt zich door aanstekelijke, vrolijke en eenvoudige melodieën, wendingen en ritmes en is hierdoor ook een geliefd carnavals- en dansnummer.
In 2005 verscheen het gouden album Als het zonnetje schijnt en in 2006 het album Laat me vrij van Jannes. Ook deze albums en singles en werden allen door Hartkamp geproduceerd. Op 26 mei 2008 was hij gastartiest tijdens Samen met Dré in concert in de Amsterdam ArenA. In de zomer van 2010 verscheen de single Take Me to Ibiza van Jan Keizer & Anny Schilder, die in juli in de top-5 van de Single Top 100 stond. In Denemarken bereikte de single zelfs verrassend de nummer 1-positie in de charts.
Wegens zijn verdiensten voor de Nederlandse muziek kreeg hij in 2010 de lifetime achievement award van Buma/Stemra. Precies een jaar later wint Hartkamp de BUMA NL Award voor beste auteur. 
Bij het publiek is Hartkamp vooral bekend als jurylid/coach van de televisieprogramma's 1000 Sterren Stralen, De NiX Factor en Het mooiste liedje. Daarnaast was hij veelvuldig te zien in de reallifesoap De Bauers. In 2009 maakte Hartkamp deel uit van de vakjury van het Nationale Songfestival. Hartkamp en zijn familie stonden eind 2017 centraal in de realityserie De Hartkampjes, die uitgezonden werd door Omroep Gelderland. 

### Vitesse
Hartkamp is een fanatiek supporter van Vitesse. Hij schreef en zong veel liederen voor de Arnhemse voetbalclub, met name Geel en Zwart zijn onze kleuren is het bekendste nummer. Andere bekende liederen van Hartkamp zijn Kom ik zondags uit mijn bed, Come on Vites, Theo heeft een Vitesse hert en Nummer 4. Speciaal voor het 125-jarig jubileum maakte Hartkamp een remake van het oude clublied Bouw mee aan een steengoed Vites!.  
In 2011 wordt Hartkamp stadionspeaker bij Vitesse. Op 28 februari 2013 overleed Theo Bos aan de gevolgen van alvleesklierkanker. Op 7 maart 2013 woonden ongeveer 10.000 mensen een afscheidsceremonie voor de clubicoon bij in het GelreDome. In aanwezigheid van Bos' nabestaanden en met zijn kist op de middenstip van het voetbalveld leidde Hartkamp een ceremonie die bestond uit toespraken en optredens van artiesten.
In 2017 bracht hij samen met zijn zoon Joey Hartkamp het lied Ernems Trots (Oh, Ho, Ho, Oho Vitesse) uit, speciaal voor de 125ste jubileum en de bekerfinale van dat jaar. De live première van het nieuwe lied was bij de bekerfinale op 30 april, in De Kuip in Rotterdam. Vitesse won uiteindelijk de KNVB Beker door AZ met 0–2 te verslaan. Op 1 mei, een dag na de bekerfinale, maakte de selectie een rondrit door Arnhem, om vervolgens op De Grote Markt te worden gehuldigd door duizenden Arnhemmers. Hartkamp mocht als presentator de huldiging aan elkaar praten. Op 14 mei 2017 ontving hij een gouden plaat voor de verkoop van meer dan 20.000 exemplaren van de single Ernems Trots.

## Trivia
- In totaal heeft de Arnhemmer zo’n 1600 liedjes op zijn naam staan.
- Emile ontving in zijn gehele carrière tot op dit moment 78 Gouden & Platina Platen. Waaronder enkele vanuit België.
- Op 31 december 2003 maakte de redactie van De Gelderlander bekend dat Hartkamp was uitgeroepen tot Arnhemmer van het Jaar 2003.
- De studio van Hartkamp is gevestigd op een industrieterrein in Arnhem.
- Emile's zoon Joey Hartkamp zingt ook en heeft tweemaal meegedaan aan een songfestival voor kinderen. Ook zong Joey o.a. in het kinderkoor van diverse liedjes van Frans Bauer, Koos Alberts. In 2013 heeft hij deelgenomen aan het SBS6-programma Bloed, zweet & tranen.

- International Standard Name Identifier: 0000 0003 9227 8087
- MusicBrainz: 9d102478-a8bb-4096-a1a7-56cf72f65cf1
- Nederlandse Thesaurus van Auteursnamen: 291328296
- Virtual International Authority File: 286279493